# AS-16
La AS-16, también conocida como Corredor del Bajo Narcea, es una vía de comunicación que pertenece a la Red Regional de Carreteras del Principado de Asturias. Tiene una longitud de 17,5 km y une las localidades de Soto del Barco y La Rodriga, atravesando los concejos asturianos de Soto del Barco, Pravia y Salas.

## Recorrido

### Tramo de Soto del Barco a Pravia (7,2 km)
Este tramo comienza en la rotonda de Soto del Barco, que distribuye el tráfico entre la N-632 y la AS-16, además de otras carreteras de ámbito local. Su trazado discurre por las vegas bajas del río Nalón, por su margen derecha, paralelo al Ferrocarril Ferrol - Gijón. Dentro del concejo de Soto del Barco, atraviesa las localidades de La Imera y Riberas. Ya en el concejo de Pravia, atraviesa la localidad de Peñaullán y finaliza, tras salvar mediante un puente el río Nalón, en un cruce que da acceso a la localidad de Pravia.
En el año 2007, se construyó una rotonda en el km 2,2 que da acceso a la Autovía del Cantábrico, A-8.
En el km 3,5 se encuentra el cruce que da acceso a la carretera AS-316, dentro de la localidad de Riberas.
En el km 6,9 se encuentra la rotonda que da acceso a las carreteras AS-236 y AS-369.

#### Variante de Soto del Barco
Fue construida a mediados del siglo XX entre el km 0,3 y el km 1,1. Evita, mediante un paso elevado, un paso a nivel con el Ferrocarril Ferrol - Gijón.

#### Variante de Peñaullán
Fue construida a mediados del siglo XX entre el km 6,1 y el km 6,9. Evita atravesar la práctica totalidad del núcleo urbano de Peñaullán.

### Tramo de Pravia a La Rodriga (10,3 km)
Este tramo, construido entre 1990 y 1993, comienza en el cruce que da acceso a la localidad de Pravia. Constituye una alternativa a la sinuosa y antigua carretera AS-347 que comunica Pravia con Cornellana. Inicialmente, discurre por la margen izquierda del río Nalón, a través de la vega de Forcinas, paralela al trazado del Ferrocarril Vasco-Asturiano, hasta la confluencia con este del río Narcea. Desde aquí, la carretera discurre por la margen izquierda del Narcea, excepto el último kilómetro, que lo hace por la derecha.
Este segundo tramo, no atraviesa ningún núcleo urbano y únicamente posee dos cruces al mismo nivel. El primero enlaza, en las cercanías del Puente de Quinzanas, con la carretera AS-39; el segundo enlaza, en Repolles, con la carretera AS-347.
Gran parte del trazado, fue construido sobre la infraestructura creada en la década de 1940 para el no nato Ferrocarril Pravia – Villablino. Se aprovechó incluso, un túnel de 160 metros de longitud en las cercanías de la localidad de Vegañán. 
En La Rodriga, la AS-16 enlaza con las carreteras N-634 y AS-15.

## Recorrido en sentido ascendente (Soto del Barco - La Rodriga)
| Velocidad | Señal | Esquema | Cruce         | Observaciones |
| --------- | ----- | ------- | ------------- | --- |
|           |       |         | N-632 SB-1    | Avilés / Oviedo / Aeropuerto Luarca / Ribadeo San Juan de la Arena                                                               |
|           |       |         |               | F.E.V.E. Ferrol - Gijón |
|           |       |         | A-8           | Acceso a la Autovía del Cantábrico Avilés / Oviedo La Coruña                                                                     |
|           |       |         |               | Entrada en La Imera |
|           |       |         |               | Salida de La Imera |
|           |       |         |               | Entrada en Riberas |
|           |       |         | AS-316        | La Llamera / Los Veneros |
|           |       |         |               | Salida de Riberas |
|           |       |         |               | Área de Servicio |
|           |       |         |               | Entrada en Peñaullán |
|           |       |         | AS-236        | Peñaullán / Grado |
|           |       |         |               | Salida de Peñaullán |
|           |       |         | AS-236 AS-369 | Peñaullán / Grado/Cueva de Candamo Somado / Malleza/Tanatorio de Pravia                                                          |
|           |       |         |               | Río Nalón |
|           |       |         | AS-347        | Pravia/Iglesia de Santianes de Pravia                                                                                            |
|           |       |         |               | F.E.V.E. Ferrol - Gijón |
|           |       |         |               | |
|           |       |         | AS-39         | Forcinas / Quinzanas / San Tirso                                                                                                 |
|           |       |         |               | Túnel de Vegañán |
|           |       |         |               | Salida del túnel de Vegañán |
|           |       |         | AS-347        | Corias Repolles / Luerces |
|           |       |         |               | Río Narcea |
|           |       |         | N-634 AS-15   | Grado / Oviedo Cornellana / La Espina Cangas del Narcea / Belmonte de Miranda / Monasterio de Corias / Parque natural de Somiedo |

## Denominaciones antiguas del Plan Peña
Antes de la entrada en vigor en 1989 el Nuevo catálogo de Carreteras del Gobierno del Principado de Asturias, todas las carreteras del territorio asturiano estaban clasificadas en 4 categorías, 5 si se incluían las autovías y autopistas construidas previamente o en proceso de construcción:
- Carreteras Nacionales, de color rojo.

- Carreteras Comarcales, de color verde.

- Carreteras Locales, de color amarillo.

- Carreteras Provinciales, de color azul.

Las denominaciones de las carreteras Nacionales y Comarcales fueron establecidas en el Plan Peña entre 1939 y 1940, con identificadores con las siglas N y C respectivamente y siguiendo un sistema radial con Madrid como punto de referencia para la asignación de las claves de todas las carreteras, explicado más a detalle en los Anexos de las carreteras Nacionales y Comarcales de España.
En cambio las denominaciones de las carreteras Locales y Provinciales no se asignaron hasta 1961, año en el que las Jefacturas Provinciales de Carreteras, excluyendo las de Álava y Navarra por ser Comunidades Forales y que por ello aplicaron sistemas propios y realizaron la organización y denominación de todas las carreteras no comprendidas en Nacionales y Comarcales que discurriesen por su territorio.
Para ello, se adoptaron para cada provincia las siglas de 1 o 2 letras utilizadas en las matrículas de los vehículos para las carreteras Locales, en este caso la O de Oviedo para Asturias, y las mismas siglas con las letras P o V intercaladas con la clave numérica u otras siglas completamente distintas con otros significados, como en el caso particular de Asturias por el uso de las siglas CP de "Carretera Provincial".
Al realizarse dicho cambio en las denominaciones de las carreteras del Principado de Asturias, la AS-16 estaba formada por 1 carretera Comarcal y 2 carreteras Locales:
| Identificador | Denominación           | Itinerario comprendido por la nueva denominación |
| ------------- | ---------------------- | ------------------------------------------------ |
| C-632         | Soto del Barco - Grado | Soto del Barco - Peñaullán                       |
| O-623         | Peñaullán - Pravia     | Todo su trazado                                  |
| O-630         | Cornellana - Pravia    | Todo su trazado                                  |

## Denominaciones actuales del Principado de Asturias
Con respecto al paso del tiempo y los cambios temporales o permanentes de tráfico por la existencia o eliminación de vías alternativas, la Consejería de Medio Rural y Cohesión Territorial del Principado de Asturias realiza diversos cambios a las denominaciones de algunas carreteras por sus cambios de condiciones de calzada y firme, Intensidad Media Diaria (I.M.D.) e importancia con respecto a la vertebración y comunicación del territorio.
Dichos cambios se centran en la asignación de nuevas denominaciones a causa de la construcción de nuevas carreteras o las que vieron su denominación anterior modificada, ya fuese de una categoría superior o inferior. Aparte de crear nuevas denominaciones, también hay algunas antiguas que se eliminan a causa del cambio de categoría, también producido por haber pertenecido a una categoría superior o inferior a la original o, en otros casos, haber sido unificada con otra carretera existente, formando nuevos ejes con cierta continuidad e importancia.
Todos estos cambios se encuentran reflejados en los siguientes catálogos de Carreteras del Principado de Asturias publicados posteriormente al original:
- Catálogo de la Red de Carreteras del Principado de Asturias de 2007[2]

- Catálogo de la Red de Carreteras del Principado de Asturias de 2008[3]

- Catálogo de la Red de Carreteras del Principado de Asturias de 2017[4]

- Catálogo de la Red de Carreteras del Principado de Asturias de 2019[5]

En este caso, la AS-16 originalmente discurría por la antigua carretera de Pravia a Cornellana, pasando a tener la denominación de AS-16a tras la construcción de la variante entre las mencionadas localidades. Posteriormente, en el Catálogo de 2007 la AS-16a pasó a denominarse AS-347, haciendo que la denominación de AS-16a desaparezca del catálogo por haber sido modificada por otra.